# كين غرايمز
كين غرايمز (بالإنجليزية: Ken Grimes)‏ هو رسام أمريكي، ولد في 1947.